# Джилліан Ґріффітс
Джи́лліан Ґрі́ффітс (англ. Gillian Griffiths; 20 століття ) ― британський клітинний біолог, імунолог. Ґріффітс однією з перших показала, що імунні клітини мають спеціалізовані механізми секреції, і виявила білки та механізми, які контролюють цитотоксичну секрецію Т-лімфоцитів. Ґріффітс є професором клітинної біології та імунології в Кембриджському університеті та директоркою Кембриджського інституту медичних досліджень.

## Освіта
Замолоду Ґріффітс хотіла стати екологом. Однак свою наукову діяльність вона розпочала в університетському коледжі Лондона з вивчення імунології. Вона продовжила цю тему, здобувши ступінь доктора філософії в лабораторії молекулярної біології в Кембриджі під керівництвом Сезара Мільштейна.

## Нагороди й заслуги
Ґріффітс має стипендію «Велком-траст» (англ. Wellcome Trust), є головною науковою співробітницею і членом Королівського коледжу в Кембриджі. Ґріффітс було обрано членом Королівського товариства 2013 року. Її номінація звучала так:
|  | Джилліан Ґріффітс зробила ключовий внесок у клітинну біологію та імунологію, представивши важливі нові концепції в обох галузях. Джилліан Ґріфіфітс однією з перших показала, що імунні клітини використовують спеціалізовані механізми секреції, визначаючи білки та механізми, що контролюють секрецію з цитотоксичних Т-лімфоцитів, вивчаючи генетичні захворювання людини та біохімічні підходи. Її робота визначила нову і несподівану роль центросоми в екзоцитозі та виявила, що стикування центросоми на плазматичній мембрані забезпечує фокус для екзоцитозу та ендоцитозу. Її робота є одночасно елегантною та проникливою |

- 2019: нагороджена медаллю Б'юкенена[en].[13]